# Chicago Blues Stars
Chicago Blues Stars (або John Littlejohn's Chicago Blues Stars) — дебютний студійний альбом американського блюзового музиканта Джона Літтлджона, випущений у 1969 році лейблом Arhoolie Records. 

## Опис
Джон Літтлджон перший запис зробив у 1966 році на лейблі Margaret — «Kitty O»/« Johnny's Jive» і «What In The World (You Gonna Do)»/«Can't Be Still», а в 1968 році записав дебютний альбом Chicago Blues Stars на Arhoolie. Альбом, що поєднав у собі чиказький блюз і дельта-блюз, став дуже популярним.
Сесія звукозапису відбулась 14 листопада 1968 року на студії Universal Recording Studio в Чикаго. У записі окрім Літтлджона (вокал, гітара) взяли участь ритм-гітарист Монро Джонс-молодший, басист Елвін Ніколс, тенор-саксофоністи Роберт Пулліман і Віллі Янг та ударник Букер Сідгрейв. Серед пісень власні композиції Літтлджона, а також «What in the World You Goin' to Do» Віллі Діксона, «Kiddeo» Брука Бентона і «Shake Your Moneymaker» Елмора Джеймса.
Перевиданий на CD з 3 додатковими композиціями «How Much More Long», «I'm Tired» і «Nowhere to Lay My Head».

## Список композицій
1. «What in the World You Goin' to Do» (Віллі Діксон) — 4:07
2. «Treat Me Wrong» (Джон Фанчесс) — 3:29
3. «Catfish Blues» (народна) — 4:07
4. «Kiddeo» (Брук Бентон) — 3:47
5. «Slidin' Home» (Джон Фанчесс) — 4:19
6. «Dream» (Джон Фанчесс) — 4:48
7. «Reelin' and Rockin'» (Джон Фанчесс) — 2:31
8. «Been Around the World» (Джон Фанчесс) — 5:22
9. «How Much More Long» (Дж. Б. Ленор) — 3:55*
10. «Shake Your Moneymaker» (Елмор Джеймс) — 4:18
11. «I'm Tired» (Джон Фанчесс) — 4:19*
12. «Nowhere to Lay My Head» (Джон Фанчесс) — 3:44*

* — видані як бонус-треки CD перевидання

## Учасники запису
- Джон Літтлджон — вокал, гітара
- Монро Джонс-молодший — ритм-гітара
- Елвін Ніколс — бас
- Роберт Пулліман, Віллі Янг — тенор-саксофон
- Букер Сідгрейв — ударні

Технічний персонал
- Кріс Штрахвіц — продюсер, фотографія і текст обкладинки
- Віллі Діксон — продюсер
- Вейн Поуп — обкладинка
- Рей Флерейдж — фотографія гурту